# Hrvatska misao (časopis, Prag)
Hrvatska misao, bio je kulturno-politički časopis pokreta mladih hrvatskih književnika okupljenih u Pragu. U Pragu je izašao i prvi broj 1897. godine.
List je osnovala skupina "naprjednjaka" koju su tvorili: Živan Bertić, Milan Heimrl (gdjegdje Heimerl), Svetimir Korporić, Franjo Poljak, Milan Mihajlo Šarić i glavni urednik František (Franta) Hlaváček (poznat i kao Franjo Hlaváček). Prvi broj je tiskan u čak dvije tisuće primjeraka. Zbog "socijalističkih i anarhističkih tendencija" bio je zabranjivan. Kao dopisnik iz Zagreba djelovao je Ivan Lorković.
Glavni urednik bio je Čeh Franjo Hlaváček, a izdavač je tobože bio Vice Iljadica-Grbešić. U početku je časopis izlazio s podnaslovom List za književnost, politiku i pitanja socijalna. Objavljeno je svega osam brojeva. List je izlazio od 10. siječnja do 10. srpnja 1897. godine. List je bio mjesečnik.
Urednici izlažu svoje stajalište uvodnim člankom Što hoćemo? koji ima sva obilježja kulturno-političkoga manifesta.
Uredništvo je isticalo da je "Hrvatska misao" časopis za književnost i kulturu, na takvu uredničku politiku je asocirao i izgled, međutim rijetko su objavljivani članci koji su se bavili tom tematikom, a mnogo češće su čitatelji mogli pročitati uratke u kojima su tretirana politička i socijalna pitanja. Autori tekstova su, primjerice, upozoravali na nužnost "korijenitih promjena", na potrebu oslobođenja od austrougarskoga imperijalizma "u duhu južnoslavenske uzajamnosti". Zato su urednici časopisu ubrzo dodali i podnaslov "list sjedinjene hrvatske, srpske i slovenske mladine za književna, politička i socijalna pitanja". Godine 1902., isti su ga pisci osnovali s glavnim izdavačem Stjepanom Radićem.